# Proenenterum ericotylum
Proenenterum ericotylum är en plattmaskart som beskrevs av Harold Winfred Manter 1954. Proenenterum ericotylum ingår i släktet Proenenterum och familjen Allocreadiidae. Inga underarter finns listade i Catalogue of Life.